# Barcelo (P-11)
Pour les articles homonymes, voir Barcelo (homonymie), section « Transport ».
Le Barcelo (P-11) (ou Barceló en castillan) est un patrouilleur rapide de littoral, fabriqué en 1975 à Brême en République fédérale d'Allemagne et commissionné par l'Armada espagnole en 1976. Il constitue le premier bâtiment de la classe Barcelo et est retiré du service à la fin 2009.

## Historique

### Dom Antoine Barcelo
La désignation du bâtiment est un hommage de la marine espagnole à Dom Antoine Barcelo (1716–1797), amiral originaire des Baléares qui, entre autres faits d'armes, commandait la flotte durant le blocus franco-espagnol de Gibraltar (1779-1783) dans le contexte de la Guerre d'indépendance des États-Unis. Par ailleurs, l'amiral Barcelo patrouillait contre les pirates barbaresques à l'aide de chebecs, petits navires rapides de Méditerranée.
L'écu du patrouilleur P-11 ressemble au blason de Dom Antoine Barcelo.

### Construction
Le Barcelo (P-11) est construit dans les chantiers ouest-allemands de Lürssen Werft à Brême, à l'instigation du gouvernement espagnol moyennant un cofinancement du Ministère de la Défense et du Ministère de la Marine et du Commerce. Il est le premier bâtiment de la classe Barcelo, série de patrouilleurs rapides, et le seul à être construit en RFA, les cinq autres patrouilleurs sont fabriqués par le chantier national de Bazan à San Fernando, Andalousie, Espagne.

### Missions

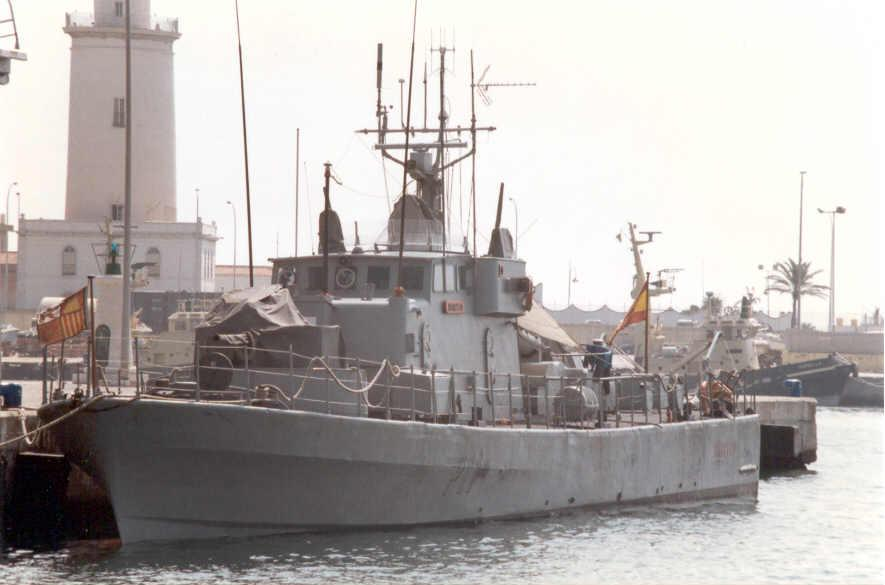
Le P11 est le premier de la classe Barcelo.

Outre le fait d'escorter le yacht de la famille royale (Juan Carlos I) le Fortuna depuis 1976, la mission principale de la classe Barcelo est de contribuer à l'Action Maritime de la Marine espagnole (Acción Marítima de la Armada). Ceci inclut les tâches suivantes :
- présence et surveillance dans les espaces de souveraineté et d'intérêt pour contribuer à la protection des intérêts maritimes nationaux ;
- collaboration avec d'autres organismes et institutions de l'État (sauvetage en mer, trafic de drogue, contrebande, immigration clandestine, terrorisme, vigilance de la pêche, désastres écologiques, etc.) ;
- autres tâches spéciales liées au maintien de la légalité nationale et internationale, et qui comprennent des missions d'interception et d'insertion des Groupes des opérations spéciales (GOE) ;
- participation éventuelle à des missions de Flotte, nationales ou multinationales, à des opérations de crise de faible intensité.

### Fin de service
La quille intervient après 33 ans de service et conformément à la nécessité de restructuration des unités visant à réduire les coûts dictée par le plan d'austérité de la marine espagnole (plan de austeridad de la Armada).
Le 3 septembre 2009 le Barcelo effectue sa dernière navigation, à la suite de quoi il est immobilisé aux môles de l'Arsenal de la Carraca à Cadix avant d'être retiré du service sur la liste officielle des navires de guerre de l’Armada, le 4 décembre 2009.

## Bibliographie

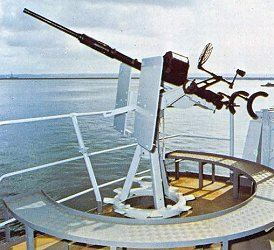
Le patrouilleur Barcelo (P-11) est équipé d'une à deux mitrailleuses Oerlikon de 20 mm de fabrication suisse.